# Taibaihezhen (ort i Kina, Shaanxi, lat 33,82, long 107,21)
Taibaihezhen är en ort i Kina. Den ligger i provinsen Shaanxi, i den nordvästra delen av landet, omkring 160 kilometer väster om provinshuvudstaden Xi'an. Antalet invånare är 2 338. Befolkningen består av 801 kvinnor och 1 537 män. Barn under 15 år utgör 10,0 %, vuxna 15-64 år 84 %, och äldre över 65 år 4,0 %.
Runt Taibaihezhen är det ganska tätbefolkat, med 111 invånare per kvadratkilometer. Närmaste större samhälle är Pingkan, 19,7 km väster om Taibaihezhen. I omgivningarna runt Taibaihezhen växer i huvudsak blandskog.
Genomsnittlig årsnederbörd är 985 millimeter. Den regnigaste månaden är juli, med i genomsnitt 205 mm nederbörd, och den torraste är december, med 2 mm nederbörd.